# نبرد گلاسکو، میزوری
نبرد گلاسکو (انگلیسی: Battle of Glasgow, Missouri) در ۱۵ اکتبر ۱۸۶۴ در شهر گلاسگو، میزوری و اطراف آن در ایالت میزوری، به‌عنوان بخشی از عملیات Missouri Expedition به فرماندهی ژنرال استرلینگ پرایز در جریان جنگ داخلی آمریکا رخ داد. هدف اصلی این عملیات، منحرف کردن نیروهای اتحادیه از جبهه‌های مهم‌تر در شرق رودخانه می‌سی‌سی‌پی بود. پرایس در ابتدا قصد داشت سنت لوئیس را تصرف کند، اما پس از شکست در نبرد پایلوت ناب، این برنامه را رها کرد و به سمت شهرهای طرفدار کنفدراسیون در منطقه «لیتل دیکسی» حرکت کرد تا نیروهای جدید جذب کند.

## رویدادهای نبرد
با دریافت اطلاعاتی مبنی بر وجود انبار سلاح در گلاسگو، پرایس دستور یک حمله جانبی را به ژنرال جان بی. کلارک جونیور و دو تیپ از نیروهای خود داد. کلارک در سحرگاه ۱۵ اکتبر ۱۸۶۴ با آتش توپخانه حمله را آغاز کرد. پس از رد پیشنهاد تسلیم از سوی فرمانده نیروهای اتحادیه، کلنل چستر هاردینگ جونیور، حمله اصلی ساعت ۰۸:۰۰ آغاز شد. نیروهای اتحادیه به داخل شهر عقب‌نشینی کردند و ۵۰ هزار جیره غذایی را آتش زدند تا به دست نیروهای کنفدراسیون نیفتد. در نهایت، سربازان اتحادیه در ساعت ۱۳:۳۰ تسلیم شدند.

## پیامدهای نبرد
نیروهای کلارک پس از پیروزی، ۱٬۲۰۰ قبضه سلاح و ۱٬۰۰۰ پالتو نظامی را غنیمت گرفتند و سربازان اتحادیه را پس از پارول آزاد کردند. آن‌ها همچنین یک کشتی بخار را به آتش کشیدند و سپس به ارتش اصلی پرایس پیوستند. با وجود این موفقیت، نیروهای کنفدراسیون در ۲۳ اکتبر ۱۸۶۴ در نبرد وستپورت شکست سنگینی متحمل شدند. ارتش میزوری مجبور به عقب‌نشینی شد و تا رسیدن به تگزاس تحت تعقیب مداوم نیروهای اتحادیه قرار گرفت.

## وضعیت سیاسی و نظامی میزوری در آغاز جنگ داخلی
با شروع جنگ داخلی آمریکا در سال ۱۸۶۱، ایالت میزوری در حالی که یک ایالت برده‌دار بود، از اتحادیه جدا نشد. این ایالت به‌شدت از نظر سیاسی دچار اختلاف بود؛ فرماندار کلایبورن فاکس جکسون و گارد ایالتی میزوری طرفدار جدایی و پیوستن به کنفدراسیون بودند، در حالی که ژنرال ناتانیل لیون و ارتش اتحادیه از باقی ماندن در ایالات متحده حمایت می‌کردند. در نهایت، برخی از اعضای مجلس قانون‌گذاری ایالت به جدایی رای دادند، در حالی که دیگر اعضا مخالف جدایی بودند، و این امر باعث شکل‌گیری دو دولت موازی در میزوری شد.

## عملیات‌های اولیه و کاهش نفوذ کنفدراسیون در میزوری
در سال ۱۸۶۲، با شکست نیروهای کنفدراسیون در نبرد پی ریج در آرکانزاس، کنترل میزوری به‌دست اتحادیه افتاد. از آن پس، فعالیت‌های کنفدراسیون در این ایالت بیشتر به جنگ‌های چریکی و یورش‌های کوچک محدود شد. در سال‌های ۱۸۶۲ و ۱۸۶۳، میزوری همچنان صحنه درگیری‌های پراکنده بود، اما نتایج جنگ به نفع اتحادیه تغییر کرد و این روند، تلاش‌های کنفدراسیون برای کنترل ایالت را تضعیف کرد.

## دلایل و اهداف تهاجم پرایس به میزوری
در سپتامبر ۱۸۶۴، با شکست کنفدراسیون در کمپین آتلانتا، امیدها برای پیروزی آن‌ها در جنگ کاهش یافت. ژنرال استرلینگ پرایس با پشتیبانی فرماندار کنفدراسیون میزوری، توماس کایت رینولدز، طرحی برای حمله به میزوری پیشنهاد داد. هدف این حمله، ایجاد شورش مردمی علیه اتحادیه، منحرف کردن نیروهای اتحادیه از جبهه‌های اصلی جنگ، و افزایش شانس پیروزی جرج مک‌کللان در انتخابات ریاست‌جمهوری بود.

## آغاز تهاجم و حرکت به‌سوی گلاسگو
در ۱۹ سپتامبر ۱۸۶۴، پرایس با حدود ۱۳ هزار سواره‌نظام وارد میزوری شد و یورش خود را آغاز کرد. نیروهای پرایس که به‌خوبی مسلح نبودند و تنها ۱۴ توپ سبک در اختیار داشتند، با مقاومت نیروهای اتحادیه در Fort Davidson مواجه شدند و پس از تحمل تلفات سنگین، مجبور به عقب‌نشینی شدند. پرایس که توانایی حمله به شهرهای بزرگ مانند سنت‌لوئیس را نداشت، به‌سمت منطقه طرفدار کنفدراسیون Little Dixie حرکت کرد و تلاش کرد از طریق جذب نیروهای جدید، توان ارتش خود را افزایش دهد.

## حملات پراکنده و پیشروی به‌سوی گلاسگو
در میانه تهاجم، پرایس دو عملیات جانبی برای جمع‌آوری تدارکات ترتیب داد. یکی از این حملات به فرماندهی ژنرال جان بی. کلارک جونیور به سمت گلاسگو هدایت شد. هدف از این حمله، تصرف انبار تسلیحات نیروهای اتحادیه در این شهر بود. در همین حال، نیروهای دیگر پرایس به Sedalia یورش بردند و آنجا را تصرف کردند. این پیشروی‌ها به ارتش پرایس اجازه داد برخی منابع مورد نیاز را جمع‌آوری کند، اما در نهایت او نتوانست به اهداف اصلی خود دست یابد.